# This Is War (canção)
"This Is War" é o segundo single do álbum This Is War da banda 30 Seconds to Mars. Escrita pelo vocalista Jared Leto, a canção foi lançada como o segundo single do álbum nas rádios americanas em 8 de março de 2010, e como single oficial em 26 de março de 2010. 

## Videoclipe
O videoclipe foi filmado em 7 abril de 2010. Um teaser de 30 segundos foi lançado e o vídeo da música foi definido para estréia em junho de 2010. No entanto, ele foi lançado no dia 4 de abril de 2011. O vídeo apresenta a banda 30 Seconds to Mars como soldados dos Estados Unidos em combate no Afeganistão.  O videoclipe foi dirigido por Edouard Salier.

## Faixas
Todas canções foram escritas por Jared Leto.
Promo (1 de Fevereiro, 2010)
1. "This Is War" (Versão do álbum) – 5:27

EU CD single (26 Março, 2010)
1. "This Is War" (Versão do álbum) – 5:27
2. "Hurricane" (LA Mix) Por Emma Ford e Natalie Loren "Luxury Kills" – 5:49

Digital download EP
1. "This Is War" (Versão do álbum) – 5:47
2. "This Is War" (Radio Edit) – 4:46
3. "Night of the Hunter" (Static Revenger Redux) – 4:57

## Paradas musicais
| Paradas (2009-2010)                        | Melhor posição |
| ------------------------------------------ | -------------- |
| Áustria - Áustria Singles Chart            | 73             |
| Austrália - ARIA Charts                    | 23             |
| Canadá - Canadian Hot 100                  | 67             |
| EUA - Billboard Heatseekers Songs          | 4              |
| EUA - Billboard Hot Digital Songs          | 33             |
| EUA - Billboard Hot 100                    | 72             |
| EUA - Billboard Hot Mainstream Rock Tracks | 30             |
| EUA - Billboard Alternative Songs          | 1              |
| EUA - Billboard Rock Songs                 | 4              |
| EUA - Mister Bravo's Top 25-Monthly        | 3              |
| Países Baixos - Tipparade                  | 15             |
| Alemanha - Singles Chart                   | 79             |
| Reino Unido - UK Singles Chart             | 51             |

## Histórico de Lançamento
| País           | Data                | Gravadora        |
| -------------- | ------------------- | ---------------- |
| Áustria        | 26 de março de 2010 | EMI Music        |
| Itália         | 26 de março de 2010 | EMI Music/Virgin |
| Alemanha       | 26 de março de 2010 | EMI Music        |
| Suíça          | 26 de março de 2010 | EMI Music        |
| Reino Unido    | 28 de março de 2010 | EMI Music/Virgin |
| Estados Unidos | 28 de março de 2010 | EMI Music/Virgin |